# Double oméga
Diloba caeruleocephala
Pour les articles homonymes, voir Oméga et Tête bleue.
Genre
Espèce
Le Double oméga ou Diloba à tête bleue (Diloba caeruleocephala) est un lépidoptère (papillon) appartenant à la famille des Noctuidae.
- Répartition : Europe, Asie mineure et Arménie.
- Envergure du mâle : de 14 à 17 mm.
- Période de vol : d’août à novembre.
- Habitat : bois et vergers.
- Plantes-hôtes : Pyrus, Malus, Prunus et Crataegus.

## Source
- P.C. Rougeot, P. Viette, Guide des papillons nocturnes d'Europe et d'Afrique du Nord, Delachaux et Niestlé, Lausanne 1978.